# المثوة (المخادر)

تعديل مصدري - تعديل

المثوة هي إحدى قرى عزلة الشرف بمديرية المخادر التابعة لمحافظة إب، بلغ تعداد سكانها 244 نسمة حسب تعداد اليمن لعام 2004.